# Șofrîncani
Șofrîncani è un comune della Moldavia situato nel distretto di Edineț di 2.073 abitanti al censimento del 2004